# Attitudine (album)
Attitudine è il quarto album dei DDP, quartetto hip hop di Tortona, pubblicato da Blocco Recordz nel 2007.

## Tracce
1. Siamo giù
2. Fatti così (feat. Inoki)
3. Loccato
4. Blocco Muzik (feat. Uzi Junker e Morfa)
5. Non sei una troia
6. Senza sonno
7. Pesi massimi (feat. Bassi Maestro)
8. Ti porto il dramma
9. Combatti
10. Come me
11. Selvaggi
12. Il suono degli sbirri
13. Un altro giorno in città pt. III (feat. MDT)
14. Vietnam
15. Manifesto (feat. Santo Trafficante)
16. Non faccio un cazzo